# 도쿄대 투쟁
도쿄대 투쟁(東大闘争 도다이토소[*]) 또는 도쿄대 분쟁(東大紛争)은 1968년에 발생한 학생 운동의 일환에서 무력 분쟁으로 확대된 사건으로, 도쿄 대학의 학생을 중심으로 도쿄 대학 전공투 이외의 학생의 약 절반 가량이 참여하였다.

## 연표
- 1968년
  - 1월 29일 도쿄 대학 의학부 학생이 인턴 제도를 대신하는 등록의 제도에 반대하여 무기한 스트라이크에 돌입.
  - 3월 12일 의학부는 17명의 처분을 발표.
  - 3월 26일 처분 대상자 가운데 1명에 대해, 의학부 강사 2명이 교수 간담회에서 도쿄 대학 측의 오인 가능성이 있다고 보고.
  - 3월 28일 의학부 전투위의 학생이 야스다 강당의 졸업식을 실력저지코자 하였으므로, 대학 측은 졸업식을 중지.
  - 6월 15일 의학부 전투위의 학생이 야스다 강당을 점거.
  - 6월 17일 오코치 가즈오 총장의 요청으로 경찰 기동대 1200명이 대학 구내에 출동하면서 학생들이 퇴거.
  - 6월 20일 경찰의 침입에 항의하여 법학부를 제외한 9개 학부가 하루동안 일제 스트라이크.
  - 6월 26일 문학부가 무기한 스트라이크에 돌입.
  - 6월 28일 오코치 총장이 출석하여 야스다 강당에서 ‘총장 회견’. 3천여 명이 참여하고, 2천여 명은 다른 교실에서 텔레비전 중계를 통해 참가하는 형식이 되었다.
  - 7월 2일 반일공(반공산당)의 신좌익계 학생 250명이 야스다 강당을 바리케이트로 봉쇄.
  - 7월 5일 도쿄 대학 투쟁 전학공투회의(도쿄 대학 전공투) 결성. 교양학부도 무기한 스트라이크에 돌입.
  - 7월 24일 도쿄대학 조수 공투회의 결성.
  - 8월 10일 대학 측이 ‘8·10 고시’로 불리는 최종안을 제시했지만, 일방적인 고시라는 형식에 반발을 산다.
  - 8월 28일 전학공투회의 학생 200여 명이 의학부 본관을 점거.
  - 9월 9일 의학부 졸업시험이 극비로 시행되어, 수험대상자의 과반수에 못미치는 45명이 시험에 참여했으며 나머지 60명은 보이콧.
  - 9월 16일 혼고 캠퍼스 구내의 5학부에서 학생대회, 학부대회가 열린다. 의학부의 집회에서는 교관과 학생 1300여 명이 참가. 9월 9일의 시험은 연기라고 제창.
  - 9월 18일 의학부 긴급교수회에서 졸업시험을 일시 연기하고, 당분간 휴교한다고 발표.
  - 9월 22일 전공투의 학생 250여 명이 의학부 부속병원 외과계 의국·연구동에 바리케이트를 구축하고 봉쇄.
  - 10월 12일 법학부가 무기한 스트라이크에 돌입. 개교이래 처음으로 10개 학부가 무기한 스트라이크.
  - 10월 18일 도쿄 대학 의학부 신경내과의 의국원 15명 전원이 교수회에 항의하고, 25일부터 스트라이크 종료까지 진찰 일체를 유급자로만 진행한다고 결의. 무급 의사의 진료 거부.
  - 11월 1일 도쿄 대학 평의회에서 오코치 총장의 사임을 승인. 분쟁의 단초가 된 도요가와 유키히라전 의학부장과 우에다 히데오 전 도쿄대학병원 원장의 교수직 퇴임을 승인. 10개 학부의 당시 학부장 전원도 사임.
  - 11월 4일 신학부장회의에서 가토 이치로 법학부장을 학장사무취급(대행)으로 선출. 문학부의 법문2호관에서 문학부 학생의 처분을 둘러싸고 ‘대중단교’(大衆団交)가 시작되었다.
  - 11월 6일 하야시 문학부장, 이와사키, 호리코메의 양 평의원의 3명이 감금. 나루세 조교수는 피로로 퇴장. 교수측에서는 불법감금이라고 게시.
  - 11월 8일 100시간을 넘어서자 교수들이 “기본적 인권의 중대한 침해. 대학을 무법지대로 하는 우거”라는 성명을 발표하고, 35명이 서명. 미시마 유키오와 아가와 히로유키 등의 학자·문화인 그룹은 ‘긴급한 호소’를 발표.
  - 11월 12일 하야시 문학부장이 의사의 명령으로 173시간 만에 해금, 긴급 입원.
  - 11월 14일 법학생대회, 전학봉쇄반대결의.
  - 11월 18일 전학집회에서 도쿄 대학 당국과 전공투와의 예비절충이 결렬.
  - 11월 19일 공학생대회, 전학 바리케이트 봉쇄 반대 가결. 총장대행과 통일대표단준비회(일본공산당 계열)와 예비절충.
  - 11월 22일 도쿄대학 투쟁의 분수령, 전학 바리케이트 봉쇄 강행에 실패. 도서관 봉쇄. 학생 측은 자주 관리로 고마바제를 개최.
  - 12월 29일 문부성이 1969년도 도쿄 대학 입시 중지를 발표.
- 1969년
  - 1월 9일 가토 총장의 요청으로 기동대가 대학 구내에 진입.
  - 1월 10일 지치부미야 럭비장에서 7학부 대표단과 대학이 집회. 고마바 공투 100명 이상 체포.
  - 1월 16일 가토 총장이 기동대에 혼고 캠퍼스의 바리케이트 철거를 요청.
  - 1월 18일부터 다음날에 걸쳐 봉쇄 해제를 실행, 이른바 야스다 사건. 도쿄 대학 내에서 6백여 명 이상이 체포.
  - 1월 20일 도쿄 대학 당국이 입시 중지를 수용.

## 같이 보기
- 야스다 사건
- 안보투쟁
- 전학공투회의
- 전일본학생자치회총연합
- 하야시 겐타로 감금사건